# Twardziaczek różowy

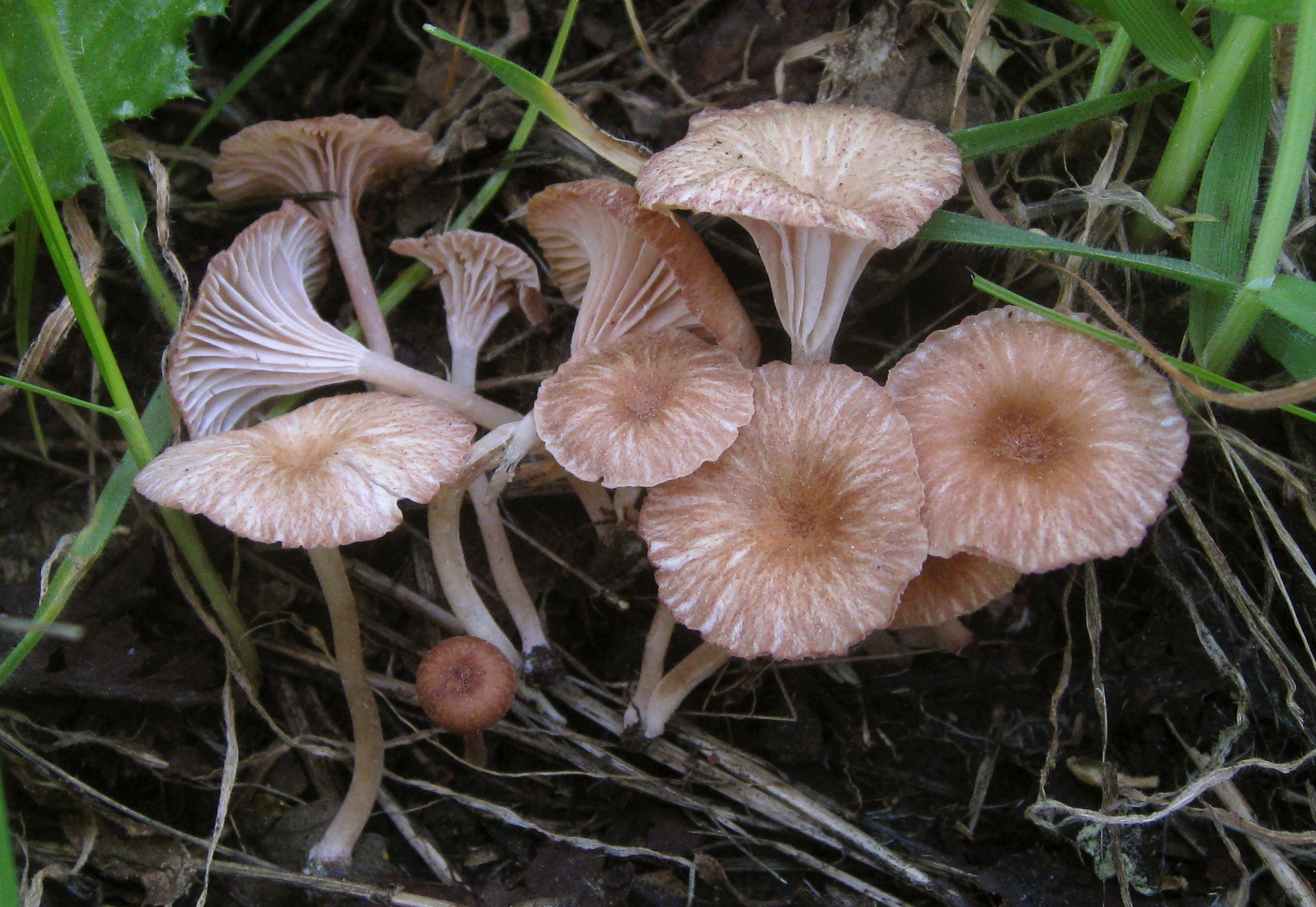

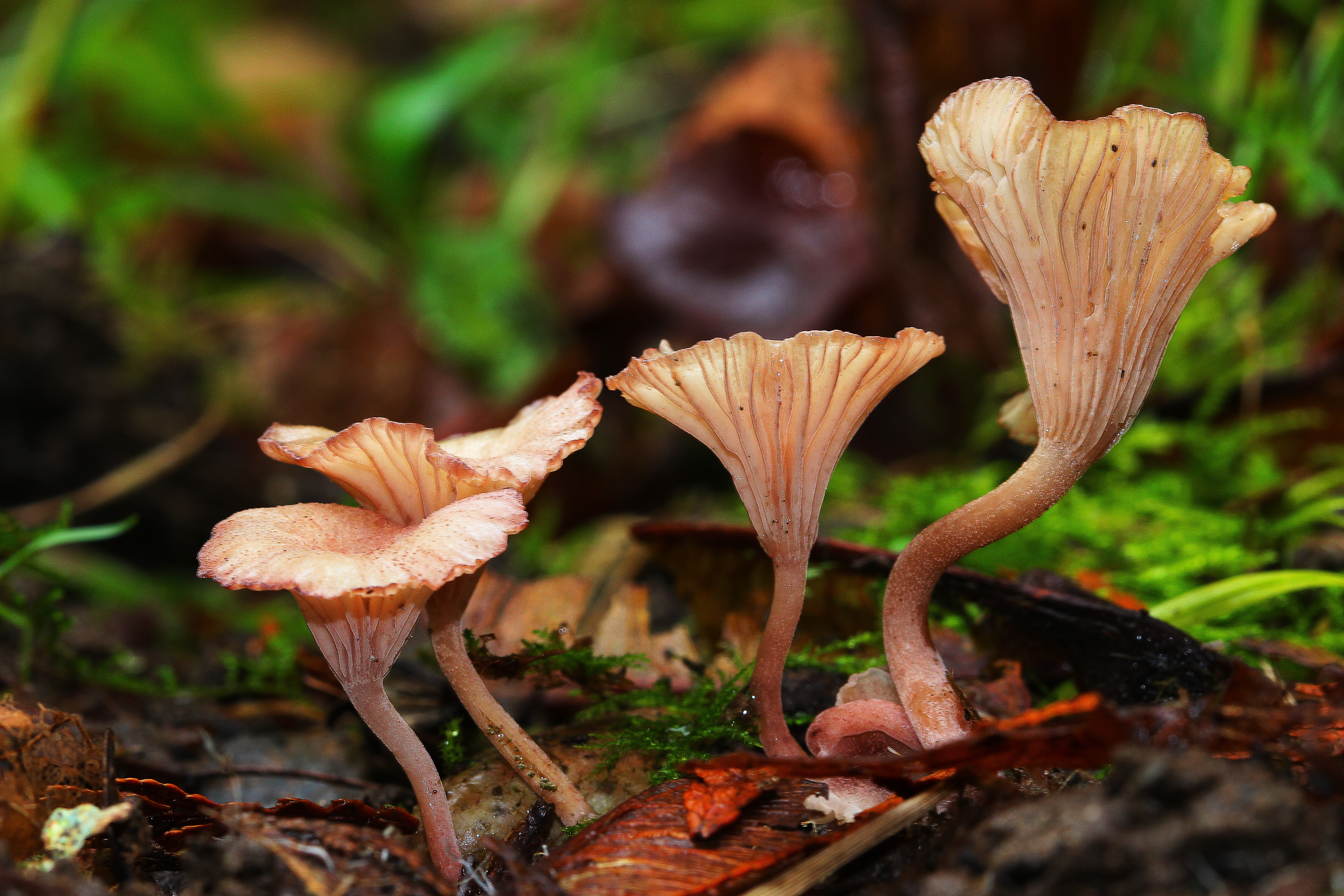

Twardziaczek różowy (Contumyces rosellus (Cooke) S. Lundell) – gatunek grzybów z rodziny Rickenellaceae.

## Systematyka i nazewnictwo
Pozycja w klasyfikacji według Index Fungorum: Contumyces, Rickenellaceae, Hymenochaetales, Agaricomycetidae, Agaricomycetes, Agaricomycotina, Basidiomycota, Fungi.
Po raz pierwszy opisał go w 1950 r. Meinhard Moser nadając mu nazwę Clitocybe rosella. Obecną, uznaną przez Index Fungorum nazwę nadali mu Jean-Marc Moncalvo, Rytas Vilgalys i François M. Lutzoni w 2002 r.
Ma 10 synonimów. Niektóre z nich:
- Gerronema rosellum (M.M. Moser) Singer 1973
- Jacobia rosella (M.M. Moser) Contu 1998
- Loreleia rosella (M.M. Moser) Redhead 2019
- Marasmiellus rosellus (M.M. Moser) Kuyper & Noordel. 1986
- Mycena carnicolor P.D. Orton 1960[2].

Polską nazwę zaproponował Władysław Wojewoda w 2003 r. dla synonimu Marsmiellus rosellus. Jest niespójna z aktualną nazwą naukową

## Morfologia
Kapelusz
Średnica 0,5–2,0 cm, wypukły, później przechodzący w wypukło-wklęsły, na koniec lejkowaty. Brzeg początkowo podwinięty, potem podgięty do płaskiego, czasami wyglądający na prążkowany. Powierzchnia naga, prążkowana niemal do połowy, winnobrązowa, higrofaniczna, przechodząca w różowawobrązową, w końcu bladobrązową.
Blaszki
Zbiegające daleko na trzon, dość rzadkie, bladoróżowe, przechodzące w różowawo-kremowe, po osiągnięciu dojrzałości blade. Międzyblaszki do trzeciego stopnia.
Trzon
Wysokość 1,0–2,5 cm, grubość 1–3 mm, giętki, mniej więcej równy, prosty lub zagięty, z wiekiem pusty. Powierzchnia oprószona, naga, tej samej barwy co kapelusz, tj. winna do różowawo-brązowej, z wiekiem bledsza, często prawie biaława. Podstawa biało omszona. Brak osłony częściowej.
Miąższ
Cienki, blady, o łagodnym zapachu i smaku.
Cechy mikroskopowe
Zarodniki 9,0–10,5 × 4,5–6 µm, elipsoidalne, gładkie, nieamyloidalne, zawartość ziarnista.
Gatunki podobne
Twardziaczek różowy to mały grzyb z białymi zarodnikami, z lejkowatym kapeluszem, prążkowanym brzegiem i blaszkami zbiegającymi na trzon. Ważną cechą wyróżniającą są odcienie od winnego do różowawo-brązowego. Z wiekiem kapelusz może blaknąć, ale blaszki i trzon zwykle zachowują nieco różowawy kolor. Pęporostek baldaszkowy (Lichenomphalia umbellifera) ma kapelusz od jasnobrązowego do żółtobrązowego, kremowe blaszki i czerwono-brązowy do żółto-brązowego trzon;. Języczek nadrzewny (Arrhenia epichysium) ma szarobrązowy kapelusz, trzon i blaszki. Poza kolorem, twardziaczek różowy różni się od nich miąższem – jest bardziej łykowaty i korkowaty.

## Występowanie i siedlisko
Twardziaczek różowy występuje w Ameryce Północnej, Środkowej i Południowej, w Europie i Azji. W Polsce do 2003 r. znane było tylko jedno stanowisko. Według W. Wojewody częstość występowania tego gatunku i jego zagrożenie w Polsce nie są znane.
Grzyb naziemny. Na stanowisku w Polsce rósł w młodym lesie pod brzozami i sosnami.